# Locunolé
Locunolé [lokynole] est une commune du département du Finistère, dans la région Bretagne, en France. Locunolé est surtout réputée pour le site spectaculaire des Roches du Diable, dont le bassin d'eau vive est situé près du bourg de Locunolé, entre les communes de Guilligomarc'h et Querrien. La rivière Ellé s'y faufile entre d'énormes rochers en granite polis par l'érosion. Ce site de grande renommée accueille régulièrement des compétitions de canoë-kayak de catégories nationales et internationales.

## Toponymie

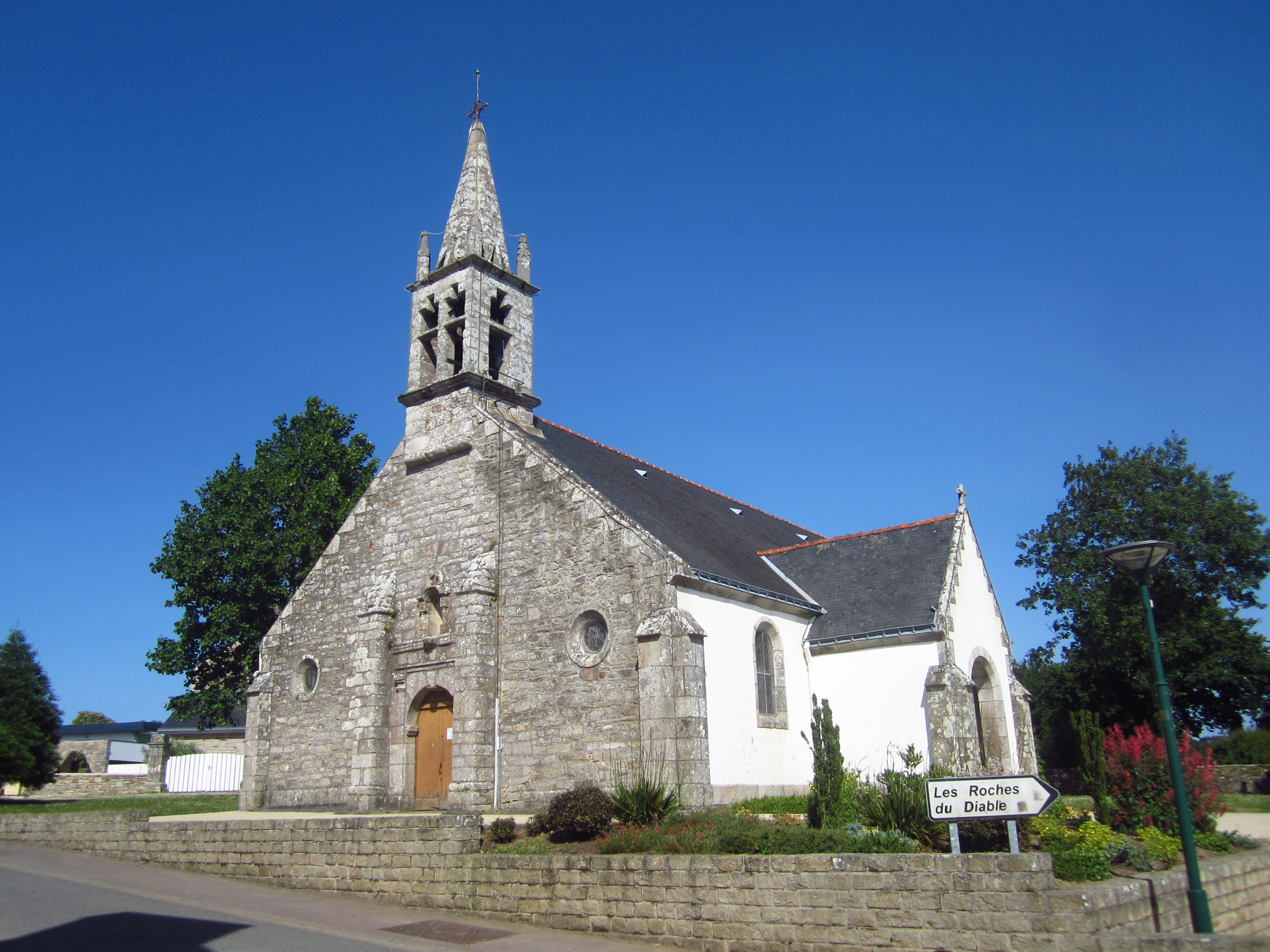
L'église paroissiale dédiée à Saint Guénolé.

Locunolé vient du vieux breton « loc », lieu consacré, et de saint Guénolé, fondateur de l'abbaye Saint-Guénolé de Landévennec. Locunolé est mentionné pour la première fois en 1426 sous la forme Locguenolay. Locunolé semble bien être le « quartier » ou tref Uuinguiri, donné à l'abbaye de Landévennec par le roi Gradlon et localisé, par l'acte qui le relate au XIe siècle, dans la paroisse de Niuliac. Le nom de tref Uuinguiri disparut, remplacé par celui de Locunolé, à partir du XIe siècle.
Lokunole en breton, signifiant le « lieu de Saint Gwénolé ».

## Géographie

### Localisation
Locunolé est une petite commune dont le bourg est situé à vol d'oiseau à un peu moins de 10 km au nord-est de Quimperlé. Locunolé appartient par ses traditions à la Cornouaille et d'un point de vue administratif à la communauté d'agglomération de Quimperlé Communauté.
Le cours de l'Ellé longe le territoire communal à l'est et au sud et son tracé sert de frontière naturelle avec les communes voisines de Guilligomarc'h et Arzano.
La rivière Ellé faisait autrefois office de véritable frontière sur le plan linguistique et vestimentaire entre Locunolé et les communes voisines de Guilligomarc'h et Arzano. Les habitants de Locunolé portaient le costume de Quimperlé et parlaient le cornouaillais alors que les habitants de Guilligomarc'h et Arzano portaient le costume du Pays de Lorient et parlaient le vannetais.
| - Carte de la commune de Locunolé dans son environnement géographique.. |

| Querrien |          | Guilligomarc'h |
|          | Locunolé |                |
| Tréméven |          | Arzano         |

### Relief

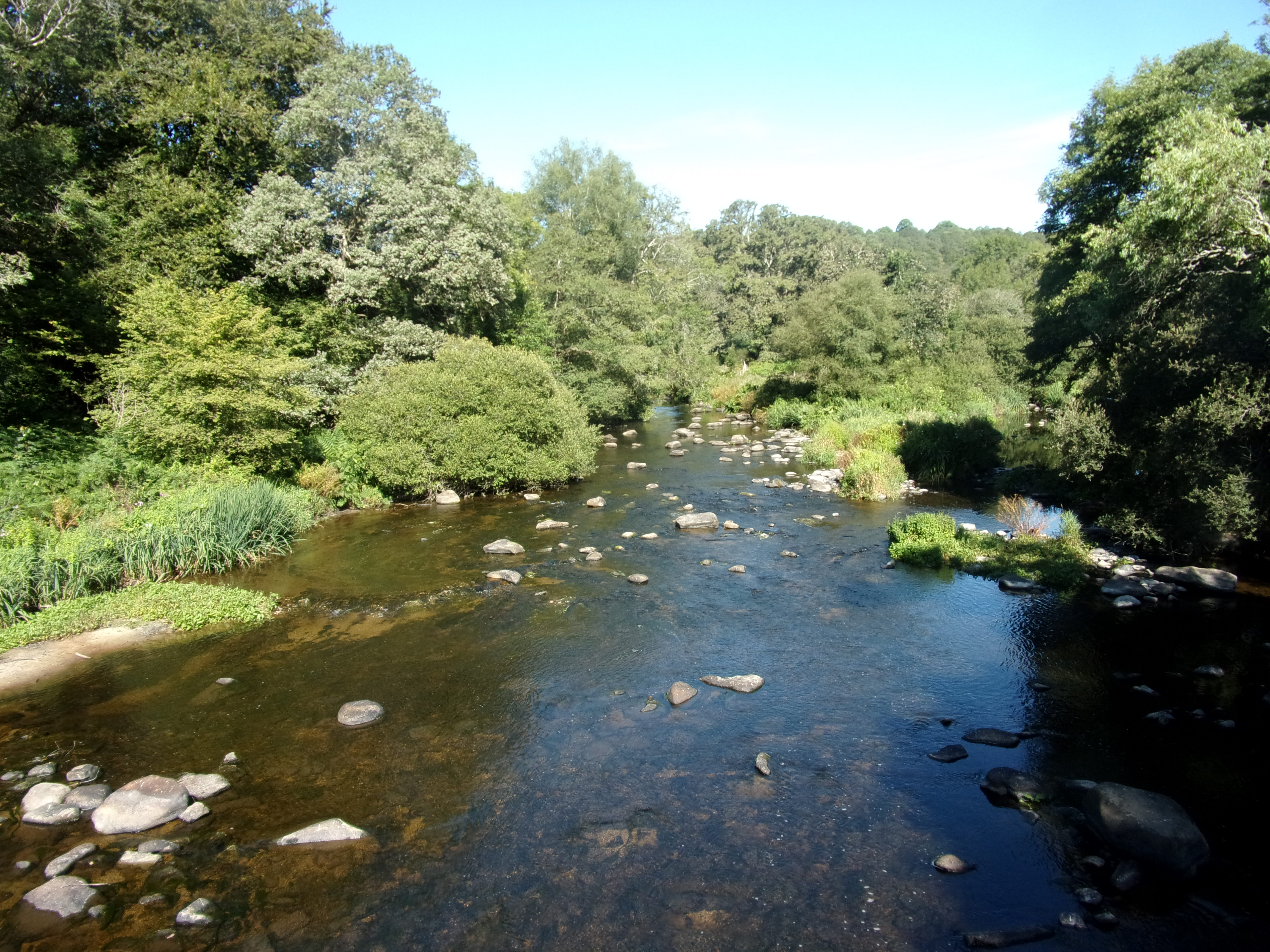
La rivière Ellé au Pont-Neuf.

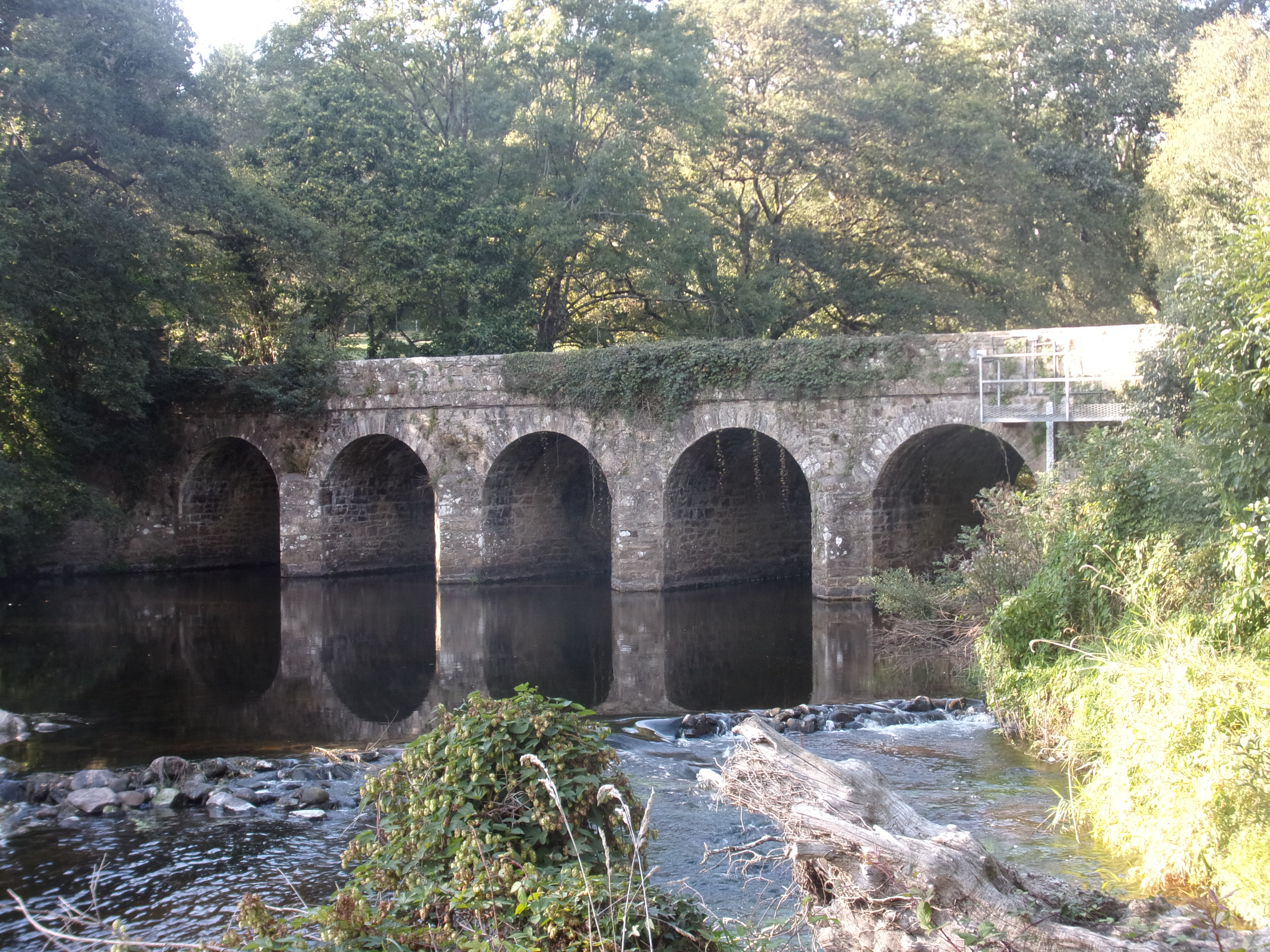
Le pont de Ty Nadan franchissant la rivière Ellé entre Locunolé et Arzano.

L'altitude de la commune varie entre 16 mètres (vallée de l'Ellé à son point le plus bas) et 121 mètres (plateau armoricain). Le bourg de Locunolé est situé sur le plateau armoricain à une altitude comprise entre 100 mètres et 110 mètres. La rivière Ellé entaille profondément le plateau armoricain, notamment à la hauteur du bourg de Locunolé. Son cours sinueux décrit des méandres plus ou moins larges. Elle passe d'une altitude de 34 mètres au niveau du moulin de Kerléon à 25 mètres au niveau du moulin Mohot et 18 mètres au pont de Ty Nadan où est située une station hydrométrique.
| - Carte topographique de la commune de Locunolé. |

### Hydrographie
Pour un article plus général, voir Réseau hydrographique du Finistère.
La commune est située dans le bassin Loire-Bretagne. Elle est drainée par la Laïta, l'Ellé et divers autres petits cours d'eau,.
L'Ellé, d'une longueur de 76 km, prend sa source dans la commune de Glomel et se jette  dans la Laïta, estuaire formé par l'Ellé et l'Isole en limite de Guidel et de Clohars-Carnoët, après avoir traversé 16 communes.  Les caractéristiques hydrologiques de l'Ellé sont données par la station hydrologique située sur la commune d'Arzano. Le débit moyen mensuel est de 10,1 m3/s. Le débit moyen journalier maximum est de 199 m3/s, atteint lors de la crue du 13 décembre 2000. Le débit instantané maximal est quant à lui de 260 m3/s, atteint le même jour.

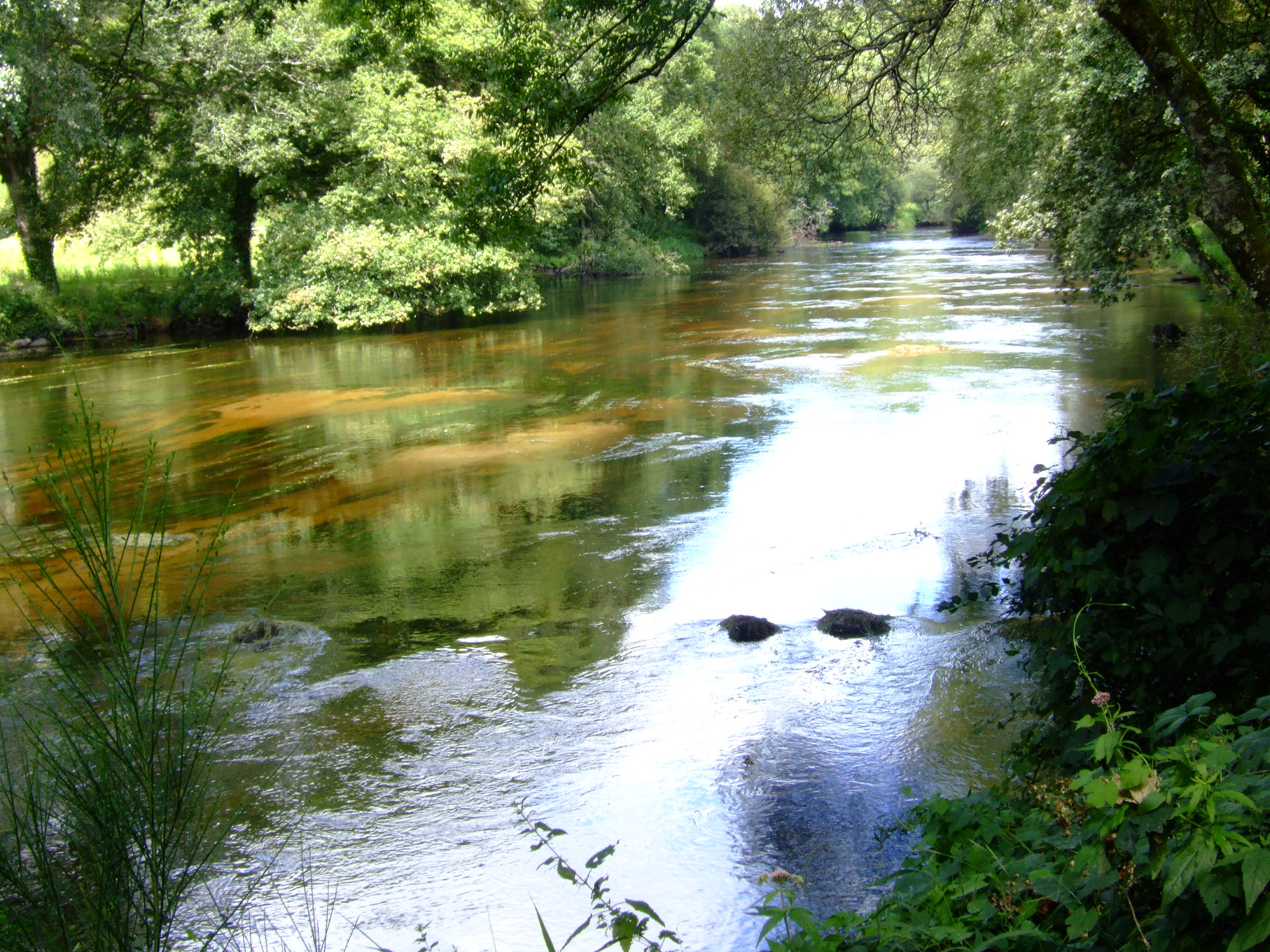
L'Ellé à Ty Nadan (en Locunolé).
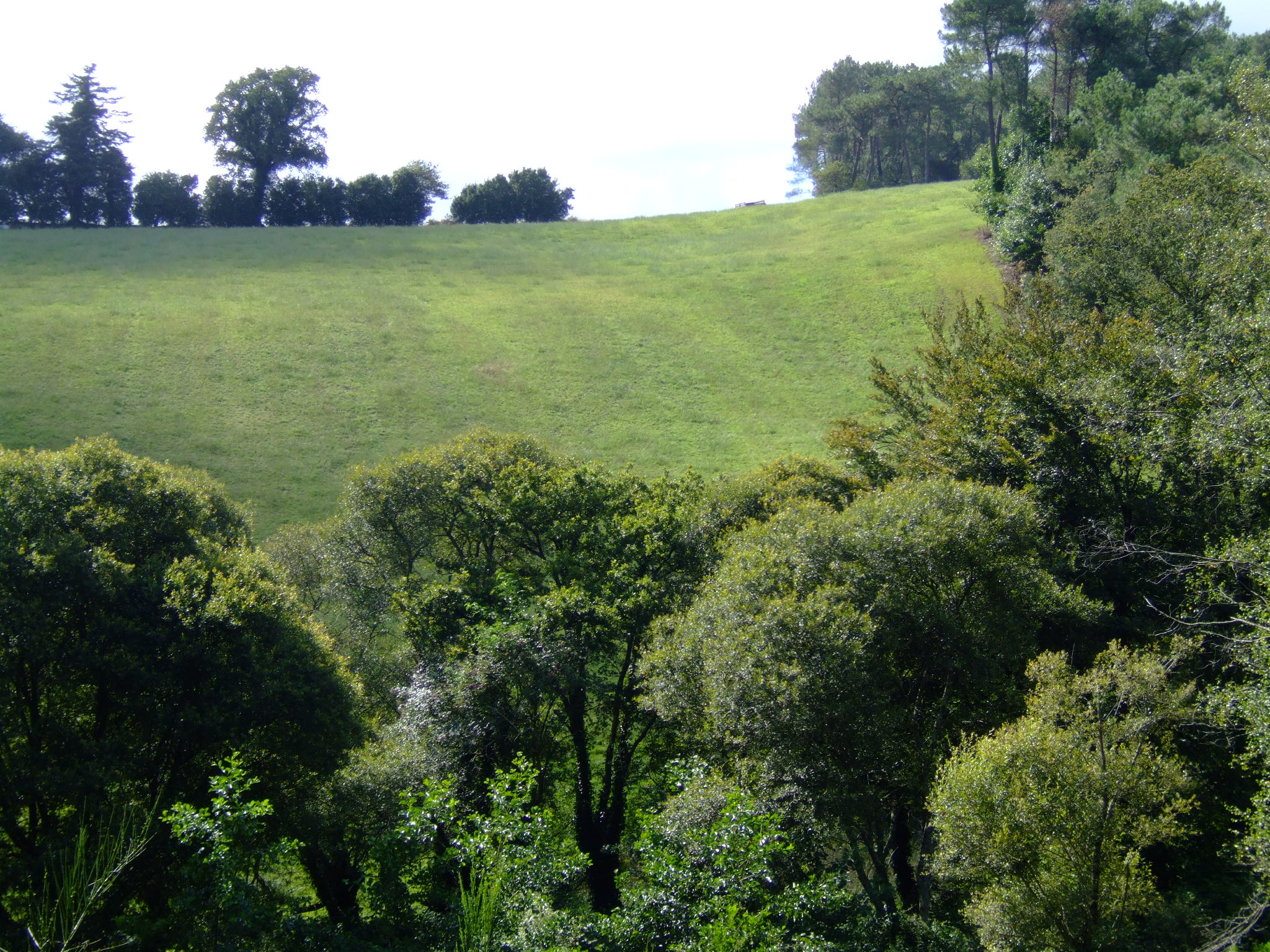
Paysage pentu et bocager au nord de Ty Nadan.
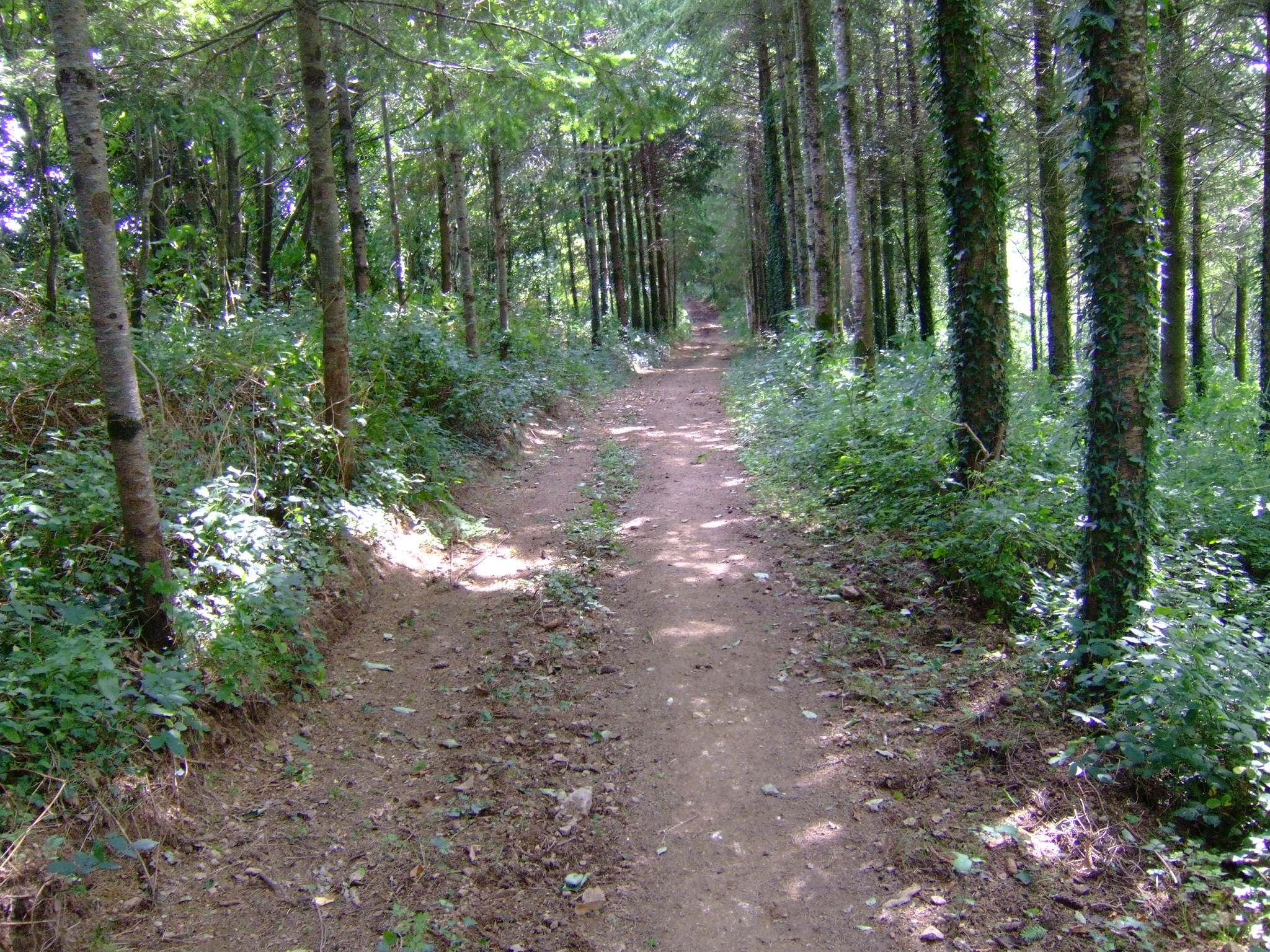
Chemin forestier en direction de Mongarigou en venant de Ty Nadan.

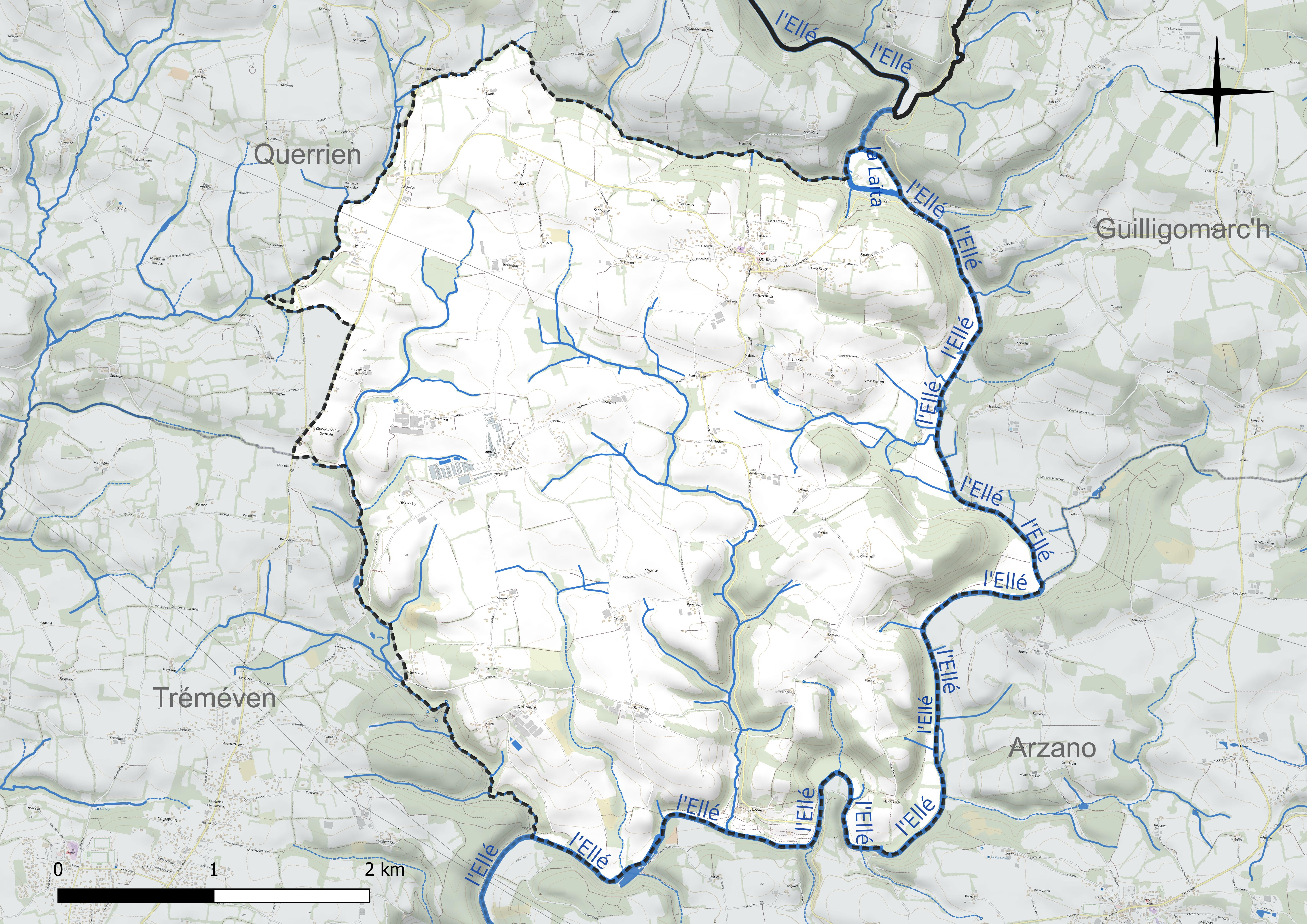
Réseau hydrographique de Locunolé.

### Climat
Pour des articles plus généraux, voir Climat de la Bretagne et Climat du Finistère.
En 2010, le climat de la commune est de type climat océanique franc, selon une étude du CNRS s'appuyant sur une série de données couvrant la période 1971-2000. En 2020, Météo-France publie une typologie des climats de la France métropolitaine dans laquelle la commune est exposée à un climat océanique et est dans la région climatique  Bretagne orientale et méridionale, Pays nantais, Vendée, caractérisée par une faible pluviométrie en été et une bonne insolation. Parallèlement l'observatoire de l'environnement en Bretagne publie en 2020 un zonage climatique de la région Bretagne, s'appuyant sur des données de Météo-France de 2009. La commune est, selon ce zonage, dans la zone « Intérieur  », exposée à un climat médian, à dominante océanique.  
Pour la période 1971-2000, la température annuelle moyenne est de 11,4 °C, avec  une amplitude thermique annuelle de 11,5 °C. Le cumul annuel moyen de précipitations est de 1 114 mm, avec 15,4 jours de précipitations en janvier et 7,6 jours en juillet. Pour la période 1991-2020, la température moyenne annuelle observée sur la station météorologique la plus proche, située sur la commune de Lanvénégen à 8 km à vol d'oiseau, est de 12,1 °C et le cumul annuel moyen de précipitations est de 1 215,0 mm,. Pour l'avenir, les paramètres climatiques de la commune estimés pour 2050 selon différents scénarios d'émission de gaz à effet de serre sont consultables sur un site dédié publié par Météo-France en novembre 2022.

## Urbanisme

### Typologie
Au 1er janvier 2024, Locunolé est catégorisée commune rurale à habitat dispersé, selon la nouvelle grille communale de densité à 7 niveaux définie par l'Insee en 2022.
Elle est située hors unité urbaine. Par ailleurs la commune fait partie de l'aire d'attraction de Quimperlé, dont elle est une commune de la couronne,. Cette aire, qui regroupe 11 communes, est catégorisée dans les aires de moins de 50 000 habitants,.

### Occupation des sols
Le tableau ci-dessous présente l' occupation des sols détaillée de la commune en 2018, telle qu'elle ressort de la base de données européenne d'occupation biophysique des sols Corine Land Cover (CLC).
| Type d'occupation                                                                   | Pourcentage | Superficie (en hectares) |
| ----------------------------------------------------------------------------------- | ----------- | ------------------------ |
| Tissu urbain discontinu                                                             | 5,9 %       | 99                       |
| Terres arables hors périmètres d'irrigation                                         | 42,5 %      | 718                      |
| Prairies et autres surfaces toujours en herbe                                       | 16,5 %      | 279                      |
| Systèmes culturaux et parcellaires complexes                                        | 16,1 %      | 272                      |
| Surfaces essentiellement agricoles interrompues par des espaces naturels importants | 2,2 %       | 37                       |
| Forêts de feuillus                                                                  | 6,0 %       | 102                      |
| Forêts mélangées                                                                    | 10,7 %      | 181                      |
| Source : Corine Land Cover                                                          |             |                          |

| - Carte des infrastructures et de l'occupation des sols de la commune de Locunolé en 2018 (CLC). - Carte orthophotographique de la commune de Locunolé |

## Histoire

### Origine
Locunolé semble être un ancien démembrement de la vaste paroisse (une ploue de l'Armorique primitive) de Niulac ou Yuliac (de Yulacum ou domaine de Jules), d'une superficie de 12 000 ha (son suffixe -ac montre l'origine gallo-romaine de la plebs Niulac) qui englobait les territoires actuels des communes de Querrien, Saint-Thurien, Locunolé et Tréméven.

### Temps modernes
En 1667 Locunolé, jusqu'alors simple prieuré dépendant de Rome, est érigé en paroisse dépendant du diocèse de Cornouaille.
En 1759, la paroisse de Locunolé [le nom est écrit Loquenolé] devait chaque année fournir 5 hommes pour servir de garde-côtes.

### Révolution française
En 1790, Locunolé est érigé en commune et rattaché au département du Morbihan nouvellement créé.

### LeXIXesiècle

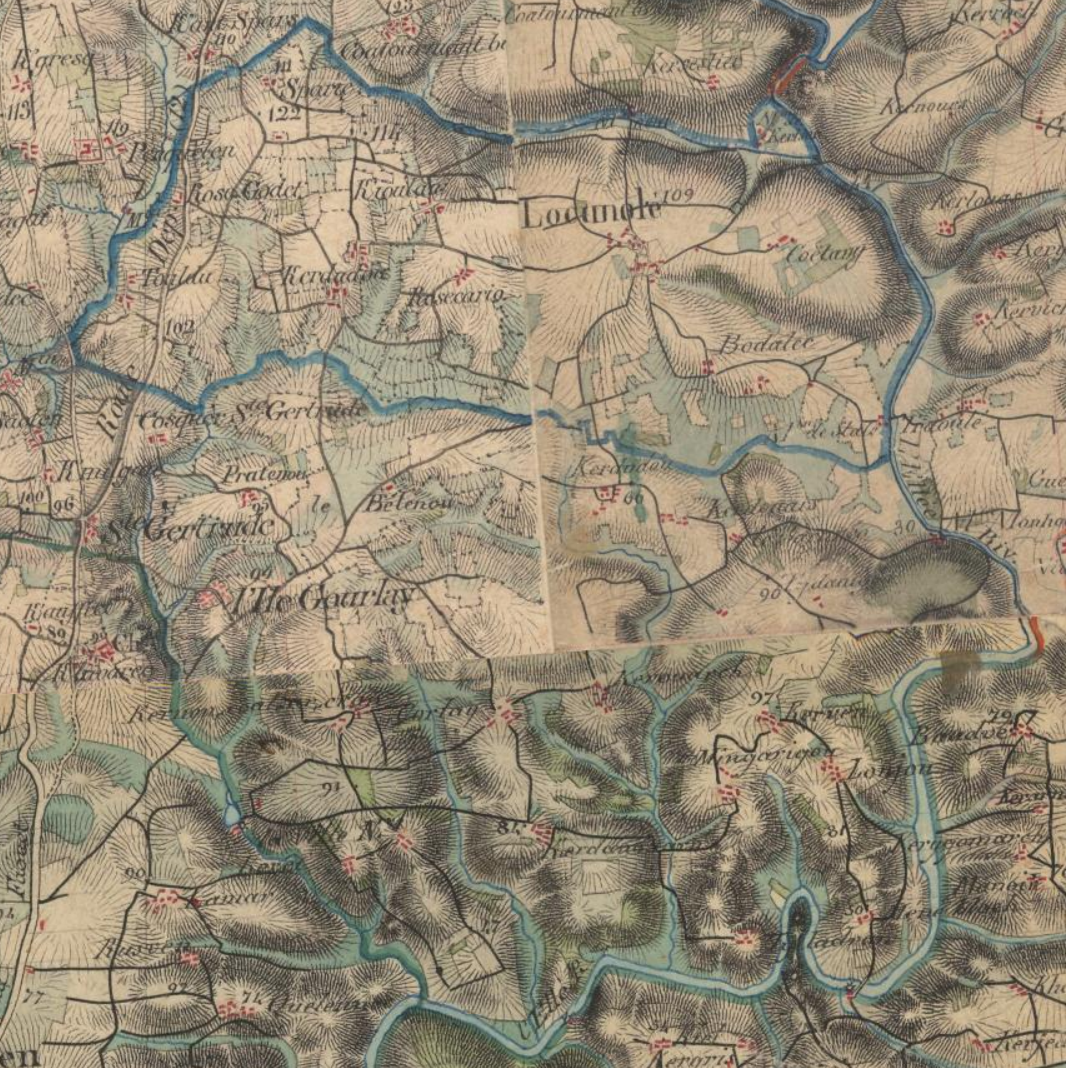
Carte d'État-Major montrant les limites de Locunolé (trait bleu) avant 1857.

En 1801, le Concordat en fait une paroisse du diocèse de Vannes. Les prêtres faisant défaut, la paroisse est annexée à Meslan vers 1812 puis est érigée en succursale du Faouët en 1820.
En 1806 le maire de Locunolé ne sait pas écrire. Le premier acte de mariage de cette année-là dans la commune est rédigé par Jean Jacques Bellanger, « faisant pour le maire de Loquenolé [Locunolé] qui ne sait pas écrire fonction d'officier d'état-civil de la commune de Loquenolé ».
Par décret du 4 avril 1857, la commune de Locunolé est rattachée au Finistère. Locunolé, constituée uniquement de 7 villages, annexe 20 villages de Querrien pour pouvoir devenir une paroisse de plein exercice. La superficie de la commune passe ainsi de 605 hectares à 1 678 hectares. Les villages transférés formaient auparavant un quartier de Querrien du nom de Coat ar C'hrann. Ils s'appellent : Cosquer, Sainte Gertrude, L'Île Gourlay, Kernon, Bélénou, Kerdudan, Kerdonars, Le Grannec, Ty Danigou, Moulin Mohot, Kereven, Lonjou, Mongariou, Méné Bloc'h, Ty Nadan, Kerrouarch, Carlay, La Villeneuve et Kerret. Une vieille expression en langue bretonne parlant de l'ancien Locunolé disait : « E Nikinolé e oa diou vilin, seiz ker hag eur maner», c'est-à-dire : "à Locunolé il y a deux moulins, sept villages et un manoir".
Selon un document déposé au Corps législatif 78 des 79 conscrits de Locunolé pour la période allant de 1858 à 1867 ne savaient ni lire ni écrire.
Le 13 mai 1867 fut bénie la première pierre de l'actuelle église paroissiale et le 25 mai 1869, celle-ci fut consacrée. Elle a été construite sur l'emplacement de l'ancienne dont il ne reste que le clocher et les fonts baptismaux. Le clocher porte la date de 1671 avec  l'inscription suivante : VENERABLE ET DISCRET MESSIRE P. CADIC RECTEUR.
Un rapport d'avril 1872 indique que Locunolé fait partie des 28 communes du Finistère à être encore sans école.

### LeXXesiècle

#### La Belle Époque
En juillet 1902 le Conseil d'arrondissement de Quimperlé se fait l'interprète de l'émotion soulevée dans tout l'arrondissement par la fermeture des écoles confessionnelles de Clohars-Carnoët, Querrien, Locunolé, Tréméven, Arzano et Guilligomarc'h, décidée par le gouvernement Émile Combes ; il « proteste énergiquement contre une mesure contraire aux vœux exprimés par les conseils municipaux et devant avoir pour effet de laisser un grand nombre d'enfants privés d'instruction ».

#### La Première Guerre mondiale
Le monument aux morts de Locunolé porte les noms de 53 soldats morts pour la France pendant la Première Guerre mondiale ; parmi eux 1 est mort en mer (Jean Marie Puillandre).

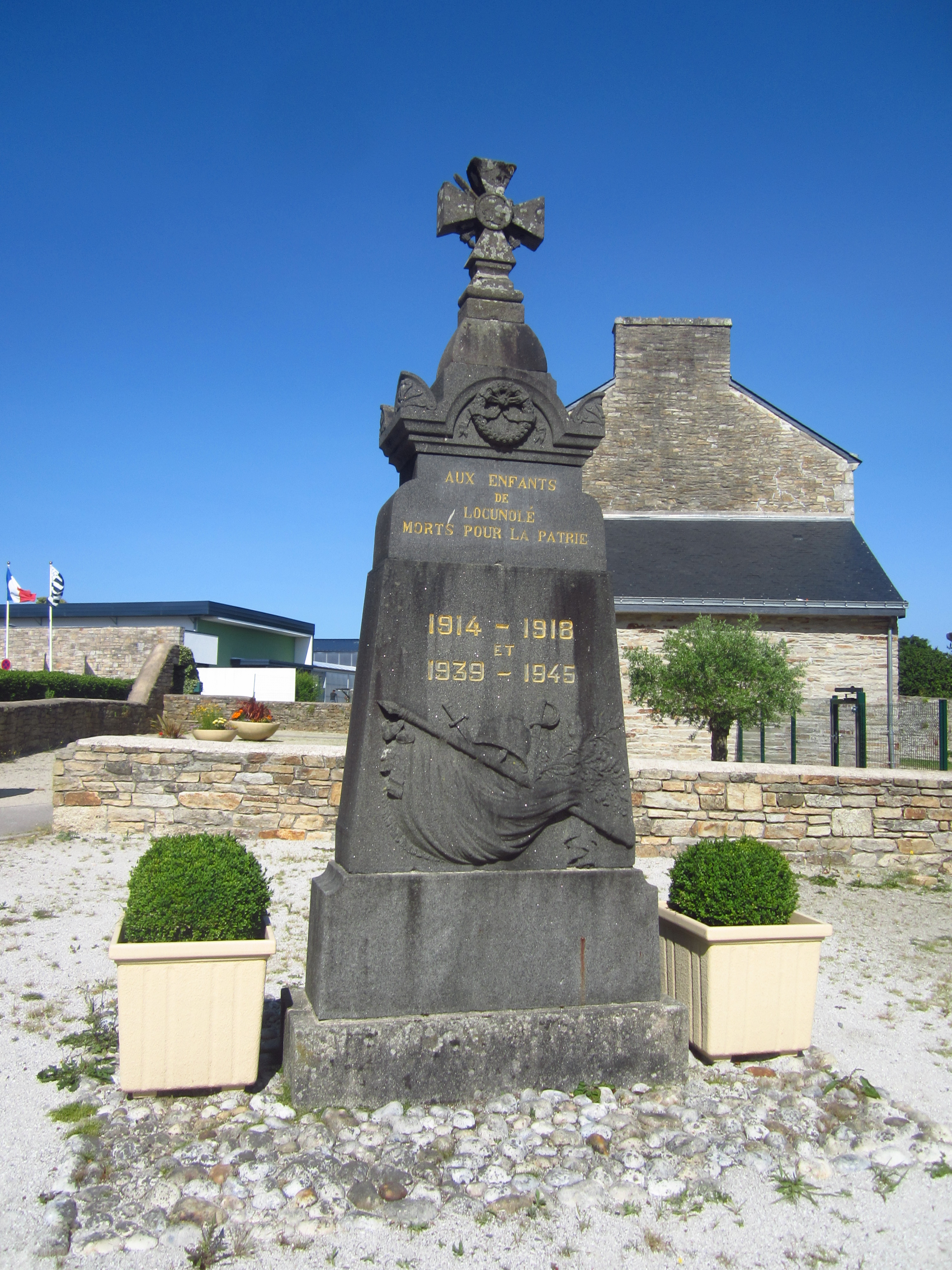
Le monument aux morts de Locunolé.
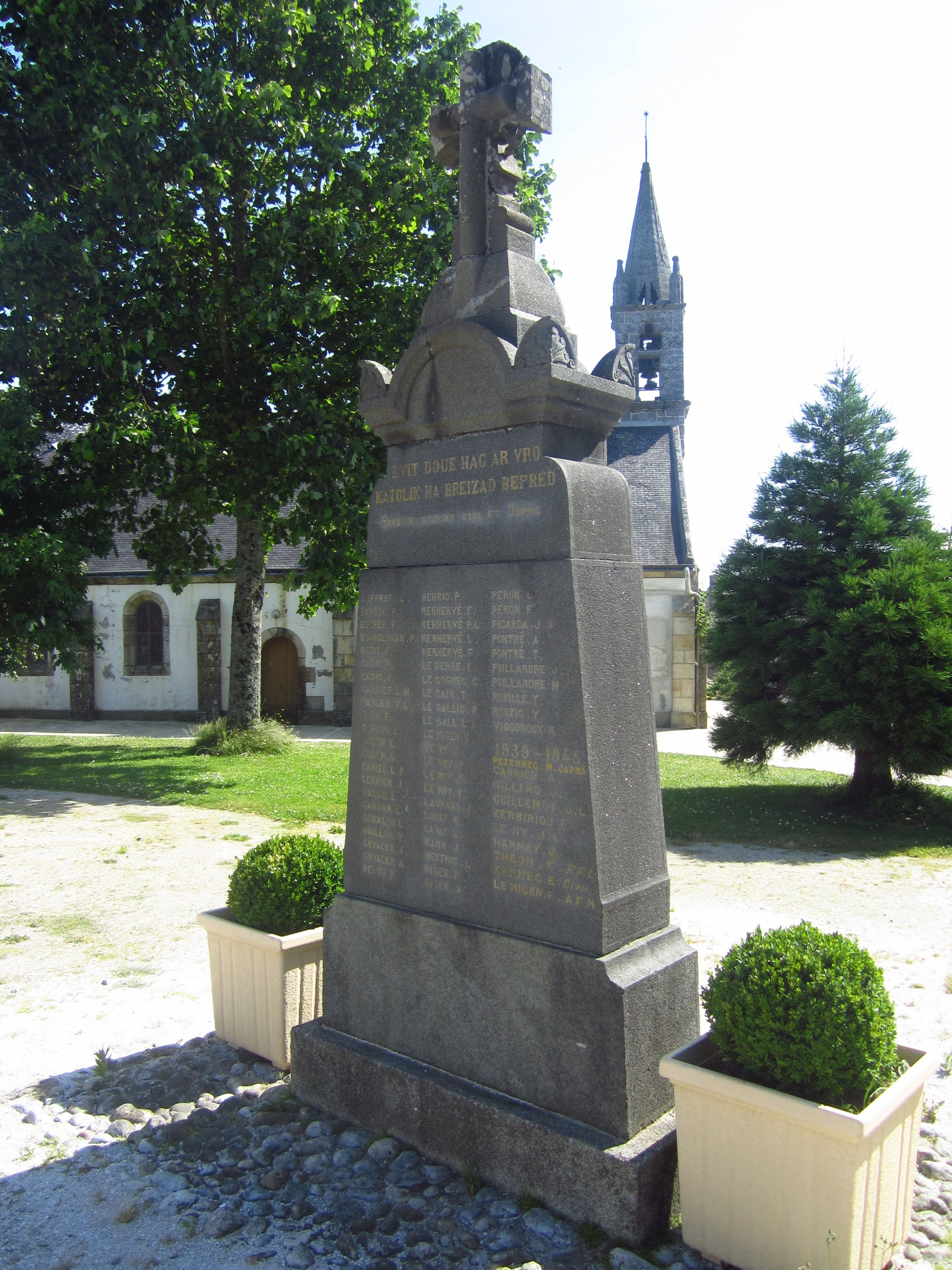
Le monument aux morts de Locunolé : la liste des soldats morts pendant la Première Guerre mondiale.

#### La Seconde Guerre mondiale
Selon René Le Guénic , neuf personnes de Locunolé sont mortes pour la France pendant la Seconde Guerre mondiale.
Marcel Pézennec, originaire de Locunolé, militaire de carrière, capitaine d'artillerie, fit partie du réseau de résistance Libération Nord et du mouvement Vengeance ; promu commandant FFI (son pseudonyme était "capitaine Jeannot") , il coordonna l'action de la résistance autour de Quimper ; il fut tué le 27 juin 1944 à la ferme de Penhoat en Kerfeunteun.

#### L'après Seconde Guerre mondiale
Un soldat originaire de Locunolé (Félix Le Nigen) est mort pour la France pendant la Guerre d'Algérie.

## Politique et administration

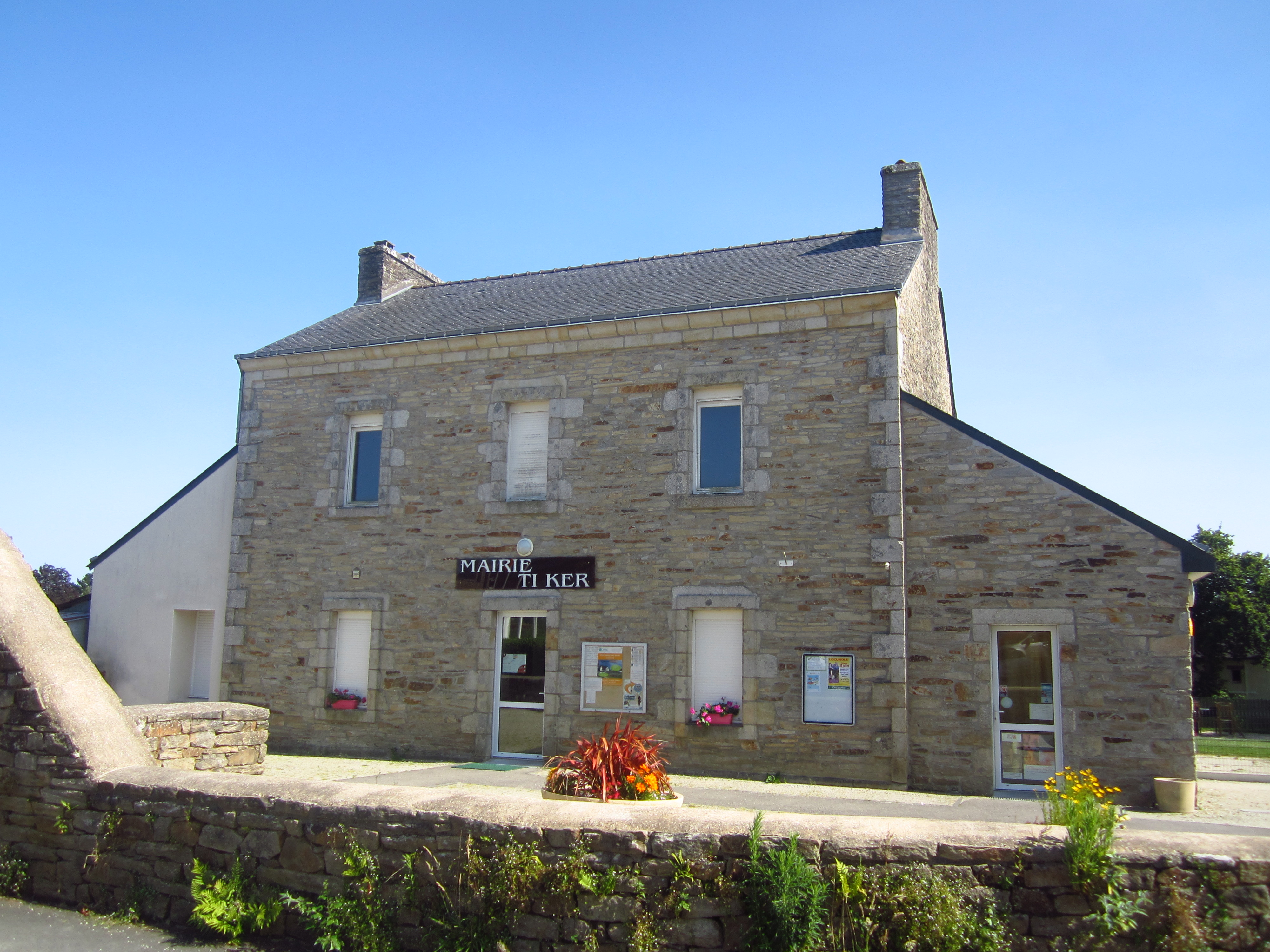
La mairie.

| Période                                  | Période  | Identité               | Étiquette     | Qualité |
| ---------------------------------------- | -------- | ---------------------- | ------------- | --- |
|                                          |          |                        |               | |
| 1808                                     | 1828     | Yves Évennou           |               | Meunier. |
| 1828                                     | 1868     | Guillaume Le Bérou     |               | Meunier et cultivateur. Chevalier de la Légion d'honneur.                                                                          |
| 1868                                     | 1896     | Louis Gourlaouen       |               | |
| 1896                                     | 1904     | Yves Caëric            | Réactionnaire | Cultivateur. |
| 1904                                     | 1917     | Joseph Le Gallic       |               | Cultivateur. |
| 1919                                     | 1943     | François Pensec        | Rép.G→ URD    | Cultivateur. |
| 1943                                     | 1944     | Joseph Mestric         |               | Cultivateur. |
| 1947                                     | 1952     | Jean Segain            |               | Boulanger. |
| 1965                                     | 1989     | Joseph Penvern         | SFIO→ PS      | Cultivateur à Pont-ar-Lann. Il fit rénover l'école publique et organisa le remembrement.                                           |
| 1989                                     | 1995     | Hubert Kerhervé        | DVG           | |
| 1995                                     | 2008     | Louis, dit Jo Rousseau | PCF           | Conducteur de travaux. Il fit construire une grande salle multifonctions et rénover l'ancien presbytère, devenu l'actuelle mairie. |
| 2008                                     | 2014     | Jean-Yves Le Coz       | App.PS        | Agriculteur à Kerouarc'h. S'opposa à un projet de carrière à Arzano, proche de la limite decommunale de Locunolé                   |
| 2014                                     | 2018     | Murielle Le Rest       | DVG           | Directrice de la maison de l'enfance de la Cocopaq située à Tréméven                                                               |
| 23 mars 2018                             | En cours | Corinne Collet         | DVG           | Auxiliaire de vie. Réélue en 2020.                                                                                                 |
| Les données manquantes sont à compléter. |          |                        |               | |

## Démographie
L'évolution du nombre d'habitants est connue à travers les recensements de la population effectués dans la commune depuis 1793. Pour les communes de moins de 10 000 habitants, une enquête de recensement portant sur toute la population est réalisée tous les cinq ans, les populations de référence des années intermédiaires étant quant à elles estimées par interpolation ou extrapolation. Pour la commune, le premier recensement exhaustif entrant dans le cadre du nouveau dispositif a été réalisé en 2004.

En 2022, la commune comptait 1 166 habitants, en évolution de +1,22 % par rapport à 2016 (Finistère : +2,16 %, France hors Mayotte : +2,11 %).
| 1793 | 1800 | 1806 | 1821 | 1831 | 1841 | 1846 | 1851 | 1856 |
| ---- | ---- | ---- | ---- | ---- | ---- | ---- | ---- | ---- |
| 598  | 422  | 412  | 417  | 431  | 463  | 502  | 480  | 435  |

| 1861 | 1866  | 1872 | 1876  | 1881  | 1886  | 1891  | 1896  | 1901  |
| ---- | ----- | ---- | ----- | ----- | ----- | ----- | ----- | ----- |
| 977  | 1 028 | 963  | 1 109 | 1 093 | 1 170 | 1 224 | 1 263 | 1 320 |

| 1906  | 1911  | 1921  | 1926  | 1931  | 1936  | 1946  | 1954  | 1962  |
| ----- | ----- | ----- | ----- | ----- | ----- | ----- | ----- | ----- |
| 1 343 | 1 455 | 1 453 | 1 505 | 1 434 | 1 382 | 1 330 | 1 117 | 1 018 |

| 1968 | 1975 | 1982 | 1990 | 1999 | 2004 | 2006 | 2009  | 2014  |
| ---- | ---- | ---- | ---- | ---- | ---- | ---- | ----- | ----- |
| 852  | 824  | 836  | 875  | 869  | 912  | 950  | 1 078 | 1 144 |

| 2019  | 2022  | - | - | - | - | - | - | - |
| ----- | ----- | - | - | - | - | - | - | - |
| 1 158 | 1 166 | - | - | - | - | - | - | - |

## Évènements
- Le 13 janvier 2007 : inauguration de la salle multifonctions.
- Le 24 mars 2010 : signature de la charte Ya d'ar brezhoneg par le maire, engagement pris par son Conseil municipal quelques mois plus tôt en faveur de la langue bretonne, concernant notamment la mise en place d'une signalisation bilingue dans la commune.

## Culture locale et patrimoine

### Lieux et monuments

#### Édifices religieux
- Église Saint-Guénolé : Il s'agit d'un édifice moderne, datant de la seconde moitié du XIXe siècle. Seul le clocher est plus ancien (1671).

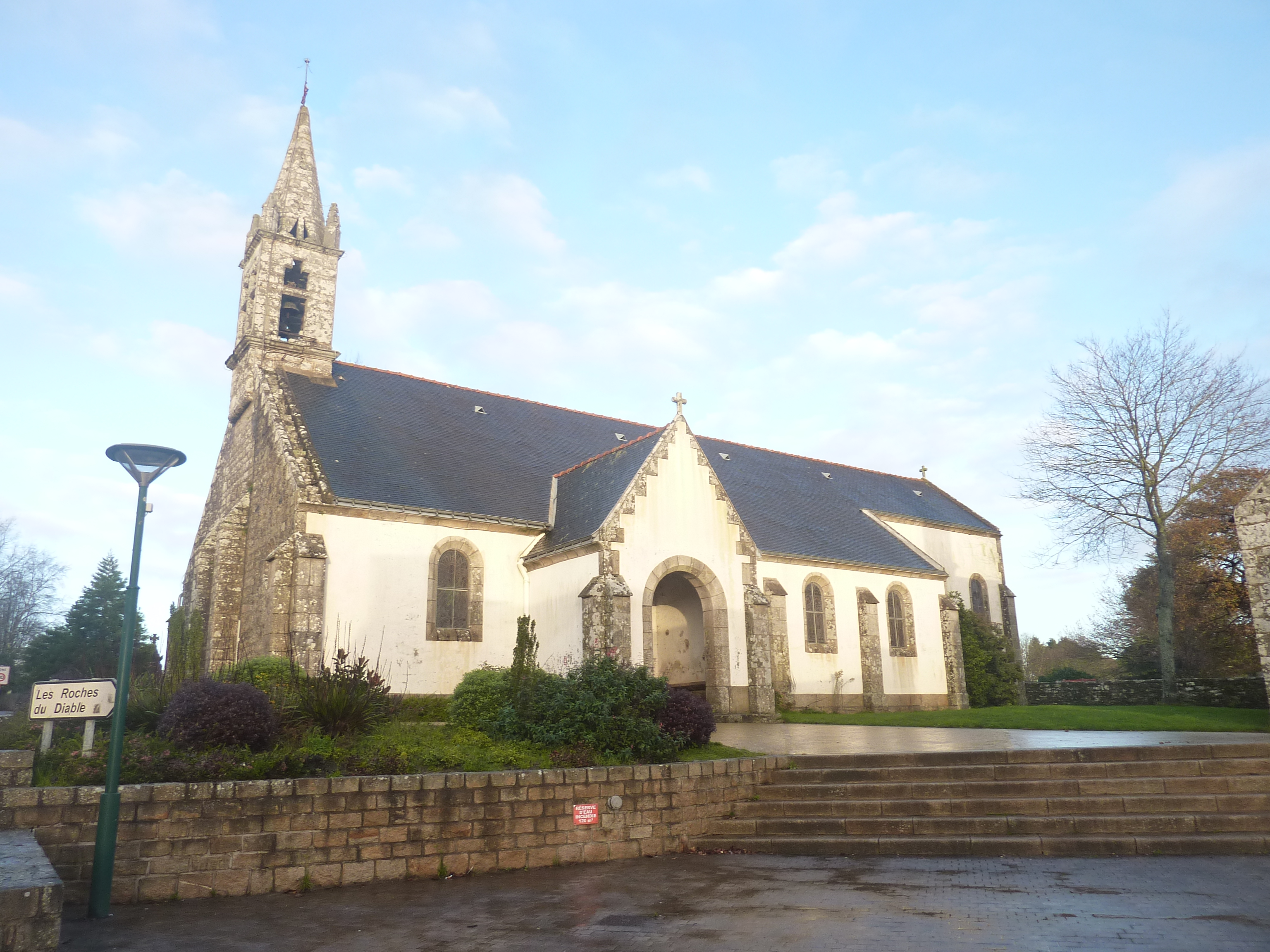
L'église paroissiale Saint-Guénolé, vue extérieure d'ensemble.

- Chapelle Notre-Dame-du-Folgoët, situé dans l'ancien cimetière[41].

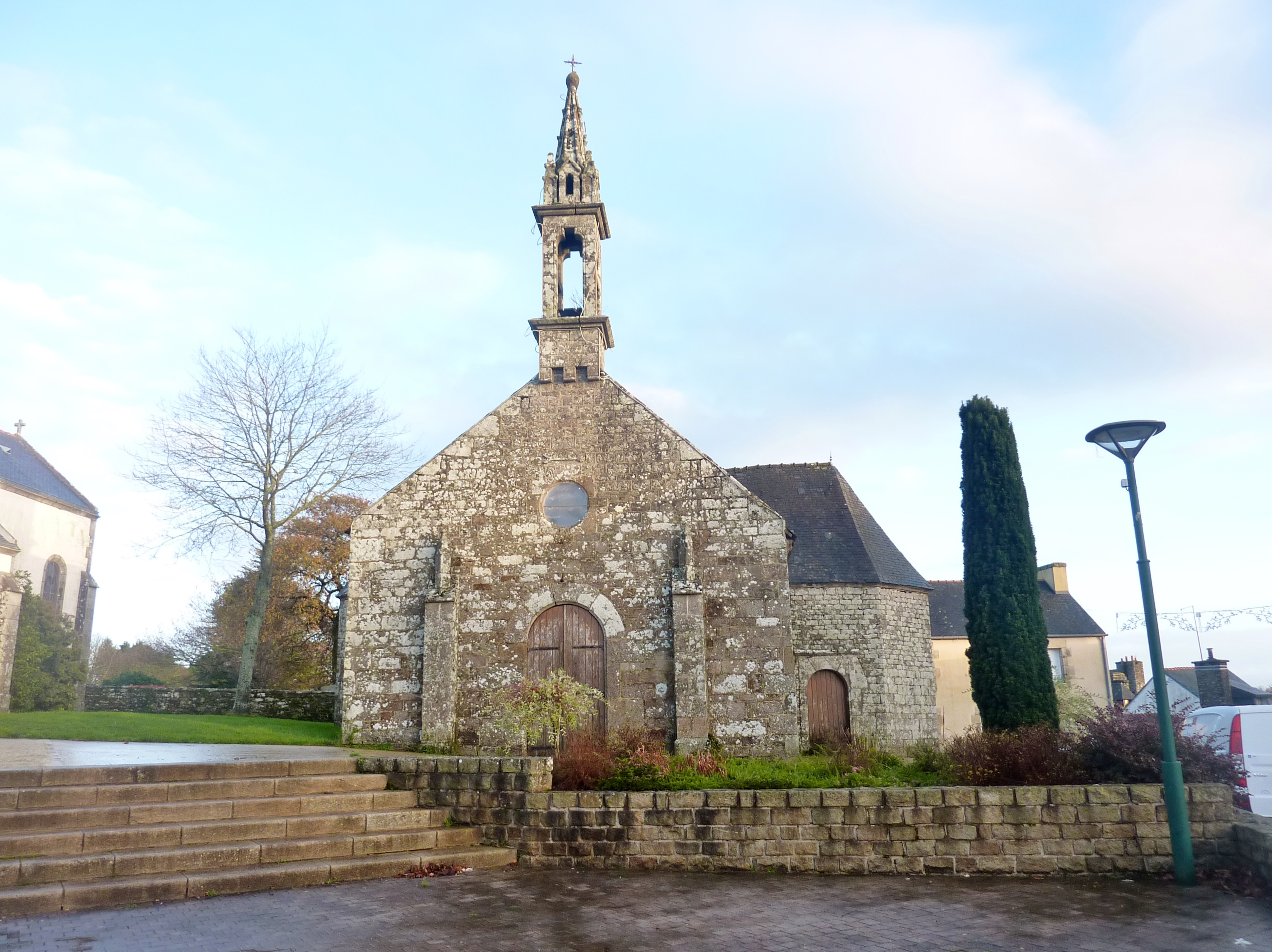
La chapelle Notre-Dame-du-Folgoët (elle date de 1607, sauf le clocher ajouté en 1904).

- Chapelle Sainte-Gertrude (XVIe siècle) : Cette chapelle, de style ogival, située au bord de la départementale 790, à 5 km à l'ouest du bourg de Locunolé, était dédiée à l'origine à Sainte Ildren. Guillaume Cothonnec est le fabrique de la chapelle en 1524. Le nom de Sainte Gertrude a remplacé celui de Sainte Ildren au XVIIe siècle. La chapelle abrite les statues de Sainte Gertrude et Saint Médard.

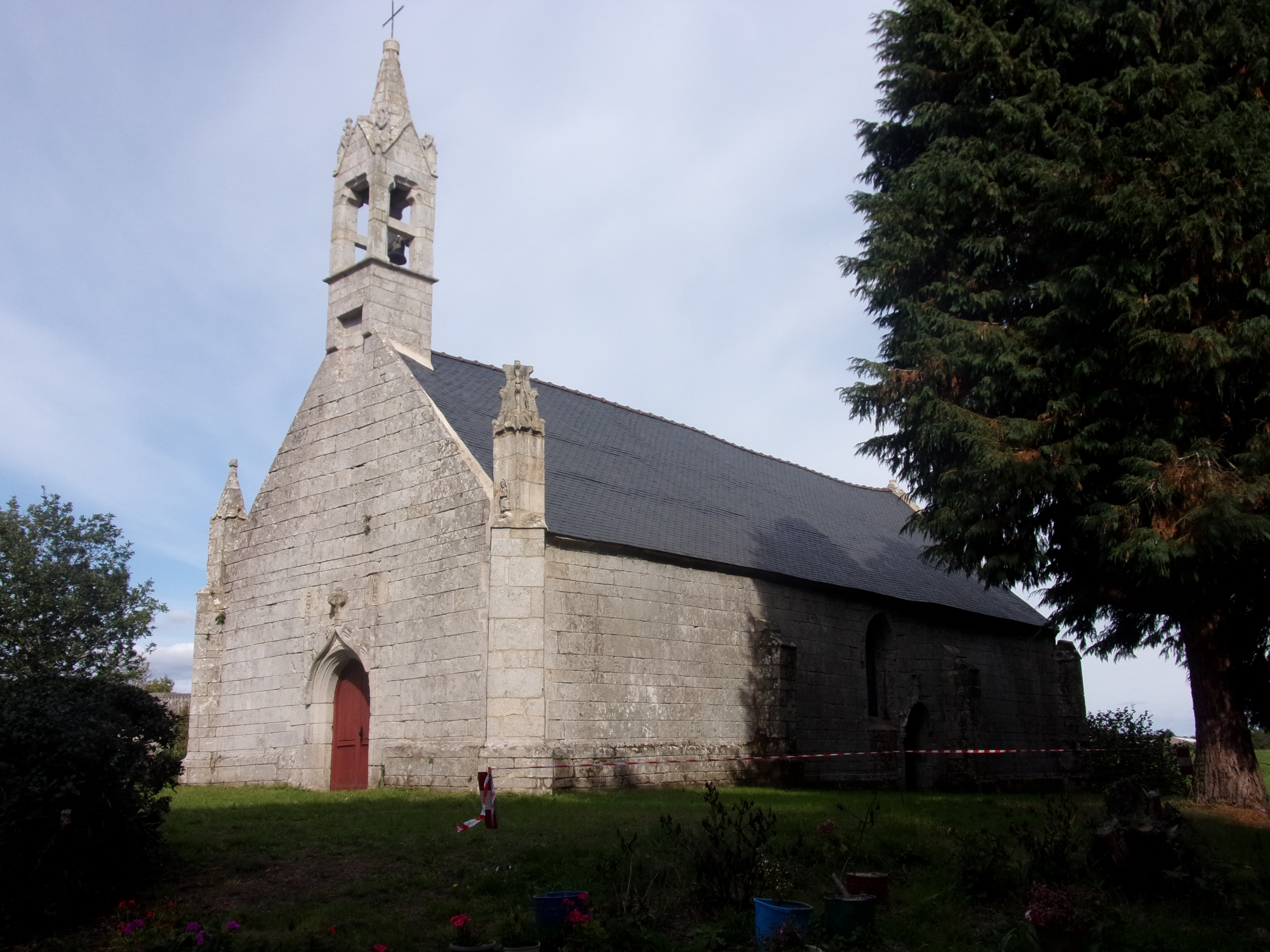
La chapelle Sainte-Gertrude.

#### Moulins

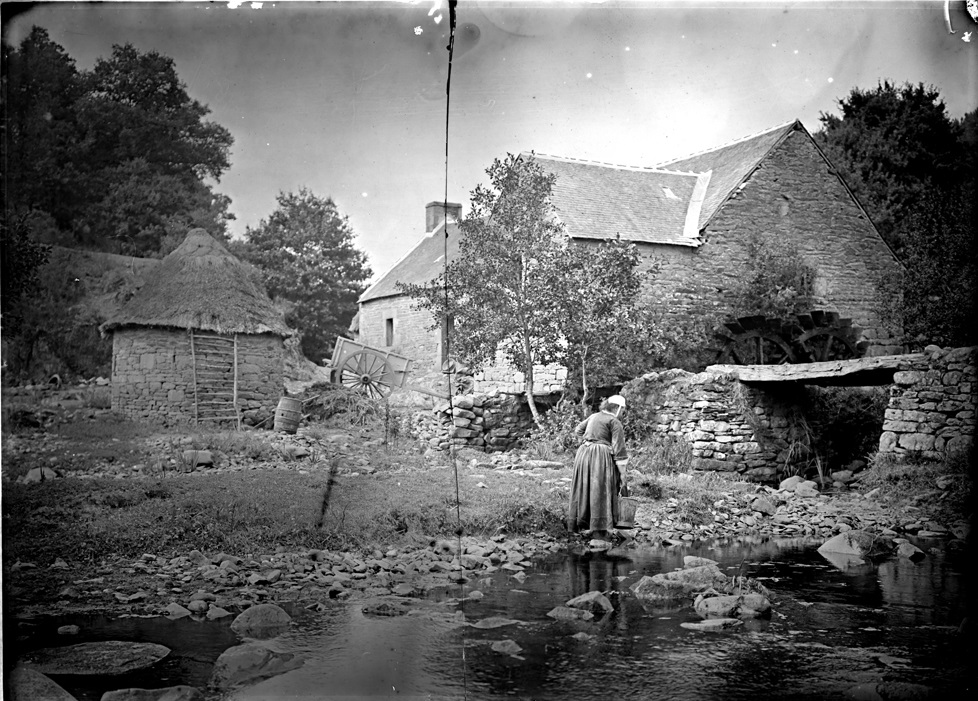
Le moulin de Kerléon avec ses deux roues et au premier plan une femme venant de tirer de l'eau dans la rivière (vers 1911).

D'amont en aval on rencontre sur le cours de l'Ellé :
- Le moulin de Kerléon (1457) : Ce moulin était celui de la petite seigneurie de Coetdavid. Il s'appelait à l'origine moulin de Coetdavid. Il a pris par la suite le nom de Marie de Kerléon, dame de Coetdavid, fille de Guillaume de Kerléon et Marye de Cheffdubois[42].
- Le moulin du Stall (1587) : Ce moulin était celui de la seigneurie de Coatourman. Il doit son nom à la famille Le Restal qui a possédé cette seigneurie au XVIe siècle après le mariage de Constance Le Godec avec Jehan Le Restal. Ce moulin a probablement été construit par Jehan Le Restal seigneur de Coatourman à partir de 1529 ou par son fils Louis Le Restal. Il a d'abord été moulin à fouler avant de devenir moulin à grain[42].
- Le moulin Mohot (1481) : Ce moulin, connu aussi sous le nom de moulin de Tymeur ou moulin Brûlé, était celui de la seigneurie du Grannec. Tombé en ruine en 1650, il est reconstruit par son propriétaire, Jacques de Muzillac, seigneur de Tymeur en Arzano, à la fin du XVIIe siècle. Le bâtiment abritant le moulin et le logis date de cette époque. Il a été restauré à plusieurs reprises. Il doit son nom au patronyme Mahault attesté à Tréméven et Guilligomarc'h en 1426[42].

Les roues de ces moulins se sont aujourd'hui tues. Le dernier moulin à être resté en activité est le moulin Mohot qui fonctionnait encore en 1960 distribuant de la farine à toute la région

#### Manoirs

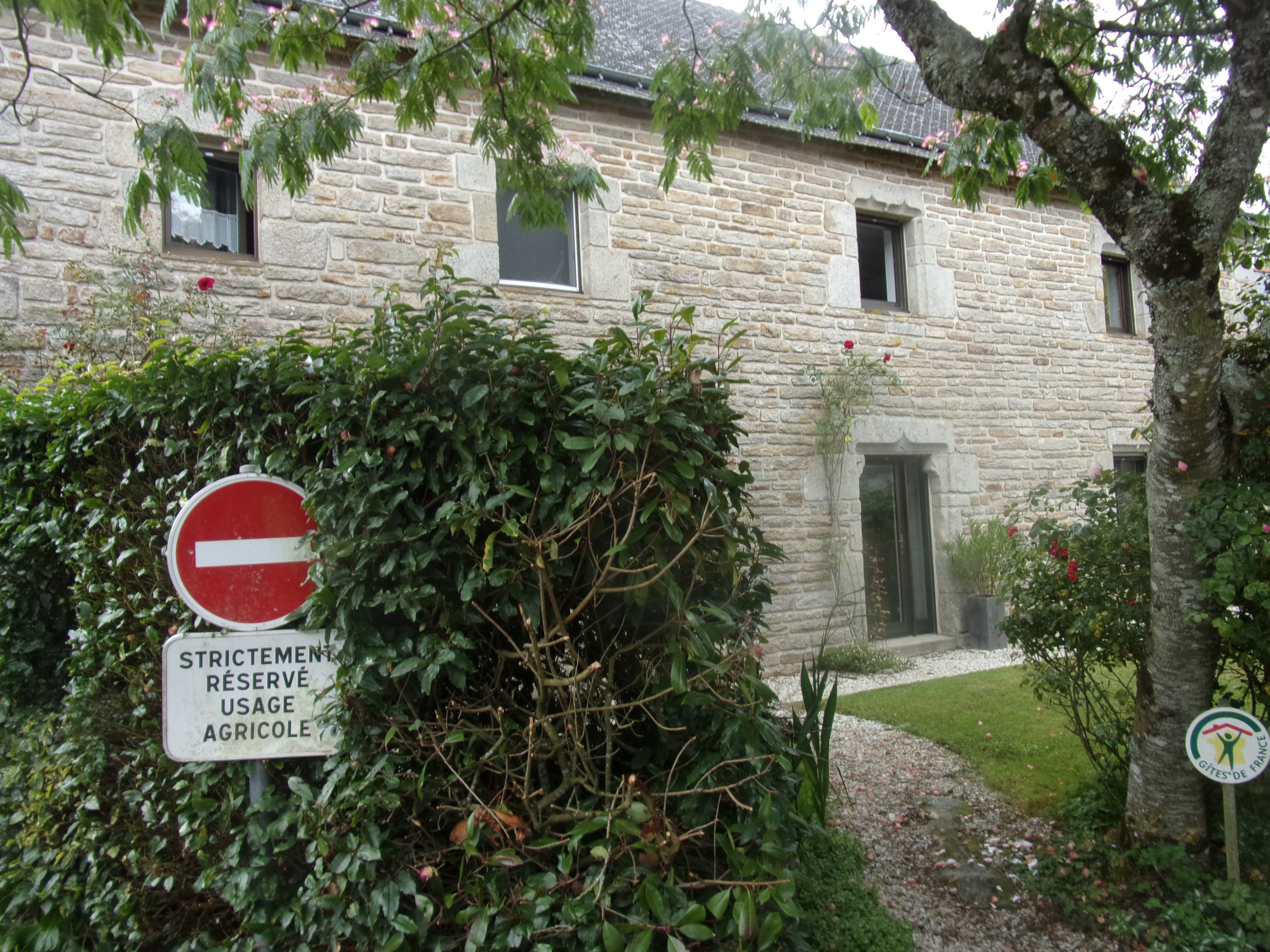
L'ancien manoir du Sparle aujourd'hui aménagé en gîte.

On trouvait autrefois sur le territoire actuel de la commune de Locunolé les manoirs suivants :
- Le manoir du Sparle (1536) : Il appartient en 1627 à Olivier de Quénégan, sieur de Sparle.
- Le manoir de Coetdavy (1457) : La petite seigneurie de Coetdavid, non citée en 1427, a sans doute été créée pour Marye de Chefdubois, décédée en  juillet 1457, cadette de la famille de Chefdubois, seigneur de Brulé en Bubry et propriétaire du manoir du Grannec.
- Le manoir de Grannec (1426) : Il appartient en 1426 à Jehan du Chefdubois, seigneur de Brulé en Bubry. Il n'est pas considéré comme un manoir en 1426 par les commissaires du fouage. Il est déclaré manoir en 1481.

#### Fontaines

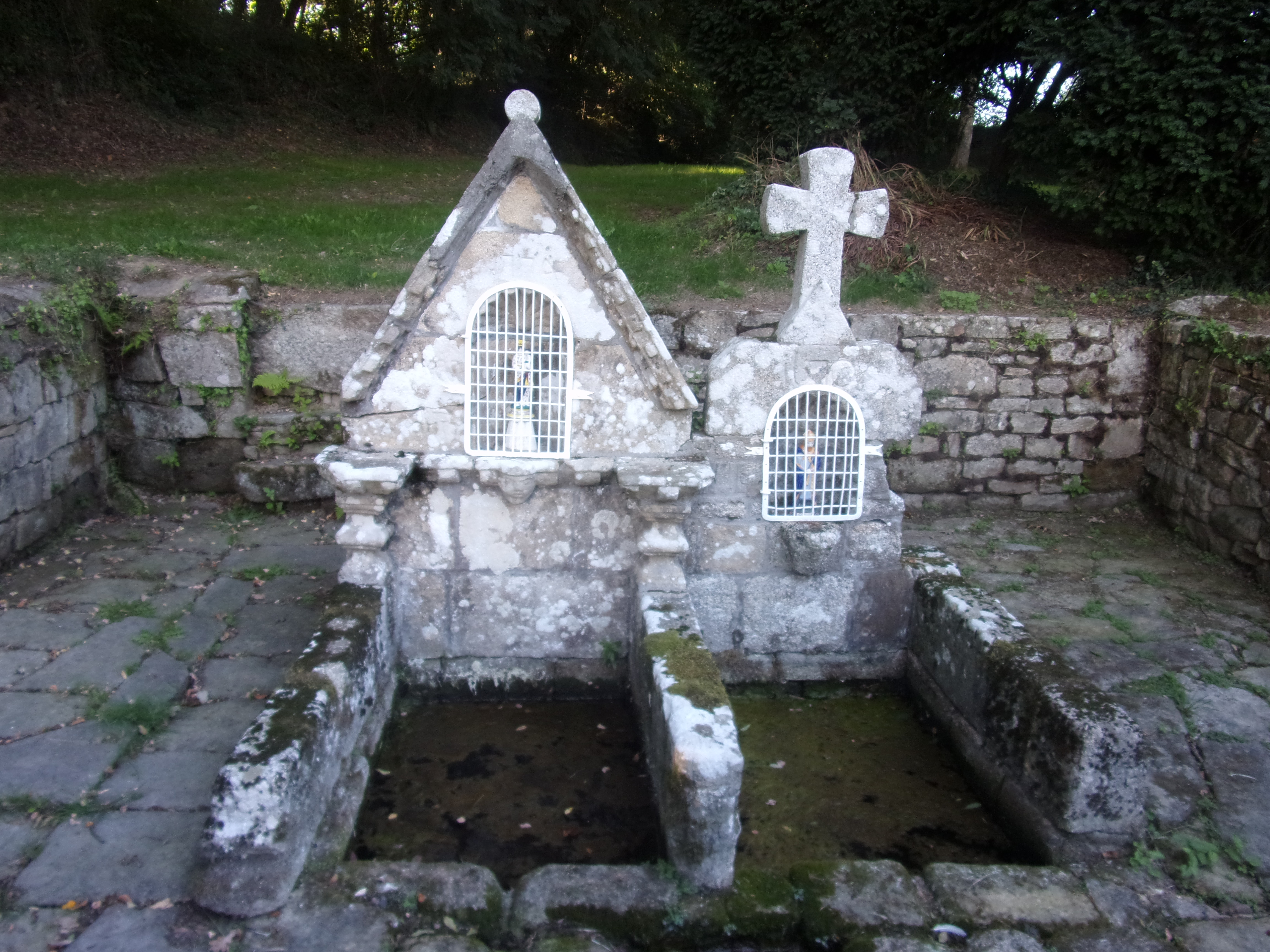
Fontaines des Saints.

- Les fontaines des Saints (1670) : Fontaines de dévotion à bassins jumelés en pierre de taille. À gauche la fontaine Notre-Dame et à droite la fontaine Saint Guénolé. Les deux fontaines sont constituées d'une niche à coquille. L' une possède un fronton simple et l'autre un fronton orné sur les rebords.

### Site naturel
- Le site des Roches du Diable, sur l'Ellé, se trouve à la limite des communes de Guilligomarc'h et Querrien, mais est tout proche de la limite nord de la commune de Locunolé.

## Légende
- Les Roches du diable : Saint Guénolé serait arrivé dans ce pays où Satan régnait en maître. Il fonda la paroisse qui porte son nom (Locunolé) et chaque jour les conversions devinrent plus nombreuses. Un jour que Guénolé se promenait au bord de l'Ellé, le diable lui lança à la tête d'énormes blocs de rochers. D'un large signe de croix Guénolé détourna le danger et, depuis, les rochers sont là, sur la rive. Un rocher porterait les traces des griffes du diable et un trou dangereux dans le lit de l'Ellé est dénommé "trou du diable".